# Wilki Łódzkie 2019
Questa voce raccoglie le informazioni riguardanti i Wilki Łódzkie nelle competizioni ufficiali della stagione 2019.

## Roster
| Roster dei Wilki Łódzkie (2019) |
| --- |
| Quarterback - 7 Tomasz Kuczka QB/WR - 12 Damian Waszczyk Running Back - 22 Dariusz Grzybowski - 32 Rafał Zapart Wide Receiver - 10 Piotr Banert - 14 Przemysław Kijas - 21 Marek Kustrzyński - 81 Łukasz Grzechnik - 84 Michał Łuczkiewicz - 87 Daniel Midzierski - 89 Marcin Kamiński Tight End - 5 Tomasz Kowalczyk - 43 Damian Podczaski - 85 Wojciech Krawczyk Offensive Linemen - 59 Bartłomiej Knap - 64 Kamil Drożdż - 66 Dariusz Grzanka - 71 Tomasz Tybura - 72 Łukasz Ciechomski - 73 Paweł Bednarek OT - 77 Piotr Gąsior Defensive Linemen - 19 Jakub Salski - 60 Marcin Kostrzewai - 61 Kamil Kowalski - 75 Przemysław Rogaczewski - 75 Ksawery Rychlicki - 77 Maciej Szymański DL/QB - 78 Gary Ray Mabe - 79 Łukasz Żuchowski - 80 Jacek Kolasa - 86 Rafał Błoński - 90 Mateusz Zakrzewski - 92 Jakub Kubasiewicz Linebacker - 1 Malcolm Gasque LB/RB - 4 Mariusz Bętkowski - 31 Jarosław Kalita - 44 Mikołaj Subicki - 52 Kacper Telega - 53 Maciej Kęder - 54 Błażej Wójtowicz - 93 Mateusz Jasnowski - 97 Kamil Burakowski Defensive Back - 6 Patryk Kurkowski DB/LB - 8 Julian Traczykowski - 9 Michał Kaczmarek - 16 Tomasz Niewiadomski - 18 Przemek Rogut - 23 Kamil Waleszczyk - 25 Paweł Bednarek DB/OL - 26 Maciej Malinowski - 36 Mateusz Patora - 40 Damian Dróżdż DB/LB - 74 Patryk Szymczak - 98 Mateusz Kuba Special Team , * 1 Wiktor Zaton - 28 Michał Bętkowski nella squadra d'allenamento Coaching staff Lonnie Hursey (HC) |

## Liga Futbolu Amerykańskiego 1 2019

### Stagione regolare
| Łódź 23 marzo 2019, ore 17:00 | Wilki Łódzkie | 7 – 62 (0-21 0-20 0-7 7-14) referto | Seahawks Gdynia | Kompleks boisk przy ulicy Minerskiej\| Arbitro: \| Żołądek \| |
| Arbitro:                      | Żołądek       |                                     |                 |                                                               |

| 7 aprile 2019 | Warsaw Mets | 42 – 0 (7-0 22-0 0-0 13-0) referto | Wilki Łódzkie | \| Arbitro: \| Pruszkowski \| |
| Arbitro:      | Pruszkowski |                                    |               |                               |

| Poznań 13 aprile 2019 | Armia Poznań | 41 – 12 (7-0 14-0 20-12 0-0) referto | Wilki Łódzkie | Stadion Golęcin\| Arbitro: \| Żołądek \| |
| Arbitro:              | Żołądek      |                                      |               |                                          |

| Łódź 27 aprile 2019 | Wilki Łódzkie | 23 – 27 (0-0 14-14 0-6 9-7) referto | Olsztyn Lakers | Kompleks boisk przy ulicy Minerskiej\| Arbitro: \| Walentynowicz \| |
| Arbitro:            | Walentynowicz |                                     |                |                                                                     |

| Opole 5 maggio 2019 | Towers Opole | 39 – 6 (0-0 12-0 14-0 13-6) referto | Wilki Łódzkie | Miejski Stadion Lekkoatletyczny imienia Opolskich Olimpijczyków\| Arbitro: \| Radziński \| |
| Arbitro:            | Radziński    |                                     |               |                                                                                            |

| Łódź 18 maggio 2019 | Wilki Łódzkie | 13 – 52 (0-14 7-22 0-8 6-8) referto | Wataha Zielona Góra | Kompleks boisk przy ulicy Minerskiej\| Arbitro: \| Walentynowicz \| |
| Arbitro:            | Walentynowicz |                                     |                     |                                                                     |

| Łódź 25 maggio 2019 | Wilki Łódzkie | 6 – 20 (0-0 6-10 0-7 0-3) referto | Rhinos Wyszków | Kompleks boisk przy ulicy Minerskiej\| Arbitro: \| Jurzyk \| |
| Arbitro:            | Jurzyk        |                                   |                |                                                              |

| Białystok 1º giugno 2019, ore 19:30 | Lowlanders Białystok | 48 – 0 (14-0 14-0 6-0 14-0) referto | Wilki Łódzkie | Stadion Miejski\| Arbitro: \| Pruszkowski \| |
| Arbitro:                            | Pruszkowski          |                                     |               |                                              |

## Statistiche di squadra
| Competizione      | %Vittorie | In casa | In casa | In casa | In casa | In casa | In casa | In trasferta | In trasferta | In trasferta | In trasferta | In trasferta | In trasferta | Totale | Totale | Totale | Totale | Totale | Totale |
| Competizione      | %Vittorie | G       | V       | N       | P       | Pf      | Ps      | G            | V            | N            | P            | Pf           | Ps           | G      | V      | N      | P      | Pf     | Ps     |
| ----------------- | --------- | ------- | ------- | ------- | ------- | ------- | ------- | ------------ | ------------ | ------------ | ------------ | ------------ | ------------ | ------ | ------ | ------ | ------ | ------ | ------ |
| Stagione regolare | .000      | 4       | 0       | 0       | 4       | 49      | 161     | 4            | 0            | 0            | 4            | 18           | 170          | 8      | 0      | 0      | 8      | 67     | 331    |
| Totale            | .000      | 4       | 0       | 0       | 4       | 49      | 161     | 4            | 0            | 0            | 4            | 18           | 170          | 8      | 0      | 0      | 8      | 67     | 331    |